# Macrovipera
Macrovipera és un gènere de serps verinoses de la família Viperidae que habiten en el nord d'Àfrica, Orient Pròxim, Àsia central i certes illes de l'Egea.

## Taxonomia
El gènere Macrovipera inclou 3 espècies:
- Macrovipera lebetina (Linnaeus, 1758)
- Macrovipera razii Oraie et al., 2018
- Macrovipera schweizeri (Werner, 1935)